# Václav Smička
Václav Smička (* 14. září 1947) je bývalý český báňský záchranář, vedoucí výchovy, výcviku a taktiky na Hlavní báňské záchranné stanici v Ostravě.

## Životopis
Václav Smička se narodil 14. září 1947 v Seničce nedaleko Náměště na Hané. Po ukončení základní školní docházky nastoupil na hornické učiliště ve Frýdku-Místku. Po vyučení na hornickém učilišti v roce 1965 pokračoval na SPŠH v Ostravě v denním studiu v oboru hlubinné dobývání, které v roce 1968 ukončil maturitou a následně začal pracovat na Dole Čs. Pionýr 3 jako revírník rubání a příprav. Po sloučení s dolem Julius Fučík pracoval na závodech Pokrok a Ludvík jako havíř v rubání a revírník. V říjnu 1968 absolvoval kurz báňský záchranář na OBZS (Obvodní báňská záchranná stanice) Lazy. V roce 1977 utrpěl v důlním provoze úraz a následně byl převeden z dolu na povrch na personální oddělení jako dorostový referent (náborář mladých horníků). Své vzdělání si rozšířil v letech 1978-1980, kdy studoval ve čtyřsemestrálním studiu obor pedagogiky na Pedagogické fakultě v Ostravě.
Na Hlavní báňskou záchrannou stanici v Ostravě nastoupil dne 1. října 1986 do útvaru výchovy, výcviku a taktiky, kdy po 16 letech předávání svých zkušenosti se dne 1.července 2002 stává vedoucím útvaru VVaT. V roce 1987 složil na Jazykové škole v Ostrava státní jazykovou zkoušku z němčiny. Od roku 1991  je neustále (2025) členem redakční rady listovky „Záchranář“ a jejím pravidelným přispěvatelem. Podílel se na sepsání a přeložení mnoho zahraničních odborných článků, zejména z německých dolů. Václav Smička je odborníkem na lingivistiku. V roce 2009 byl jeden z organizátoru 4. mezinárodní konference IMBR (International Mines Rescue Body) v Ostravě, která zvedla prestiž českého báňského záchranářství ve světě. Má velký podíl na vybudování Hornického muzea Landek Park v Ostravě–Petřkovicích, kde o svém volném čase provádí zájemce o důlní prostředí. Jeho přičiněním se členové HBZS Ostrava zúčastnili několikrát mezinárodního cvičení báňských záchranářů v Německu a Rakousku. Do  důchodu odešel v roce 2014. V roce 2025 je i nadále tajemníkem Štábu báňské záchranné služby.

## Dílo
- Školení a výcvik báňských záchranářů
- Jednání štábu
- Osmdesát let masek.
- HBZS v Herne v SRN.

## Ocenění
- V roce 2007 mu byl udělen Bronzový záslužný záchranářský kříž.
- V roce 2013 mu byl udělen Zlatý záslužný záchranářský kříž.

## Galerie

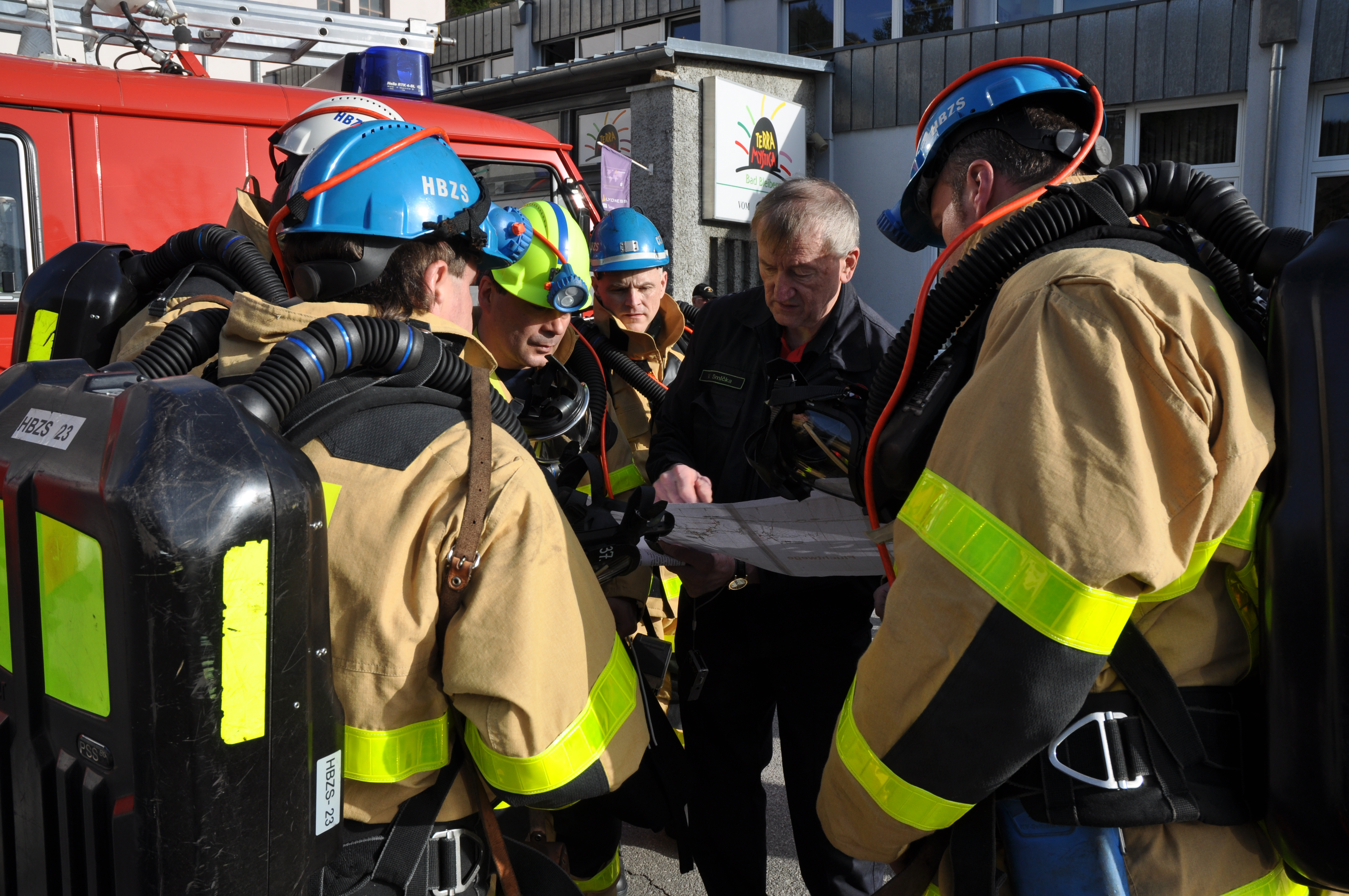
Porada před zásahem
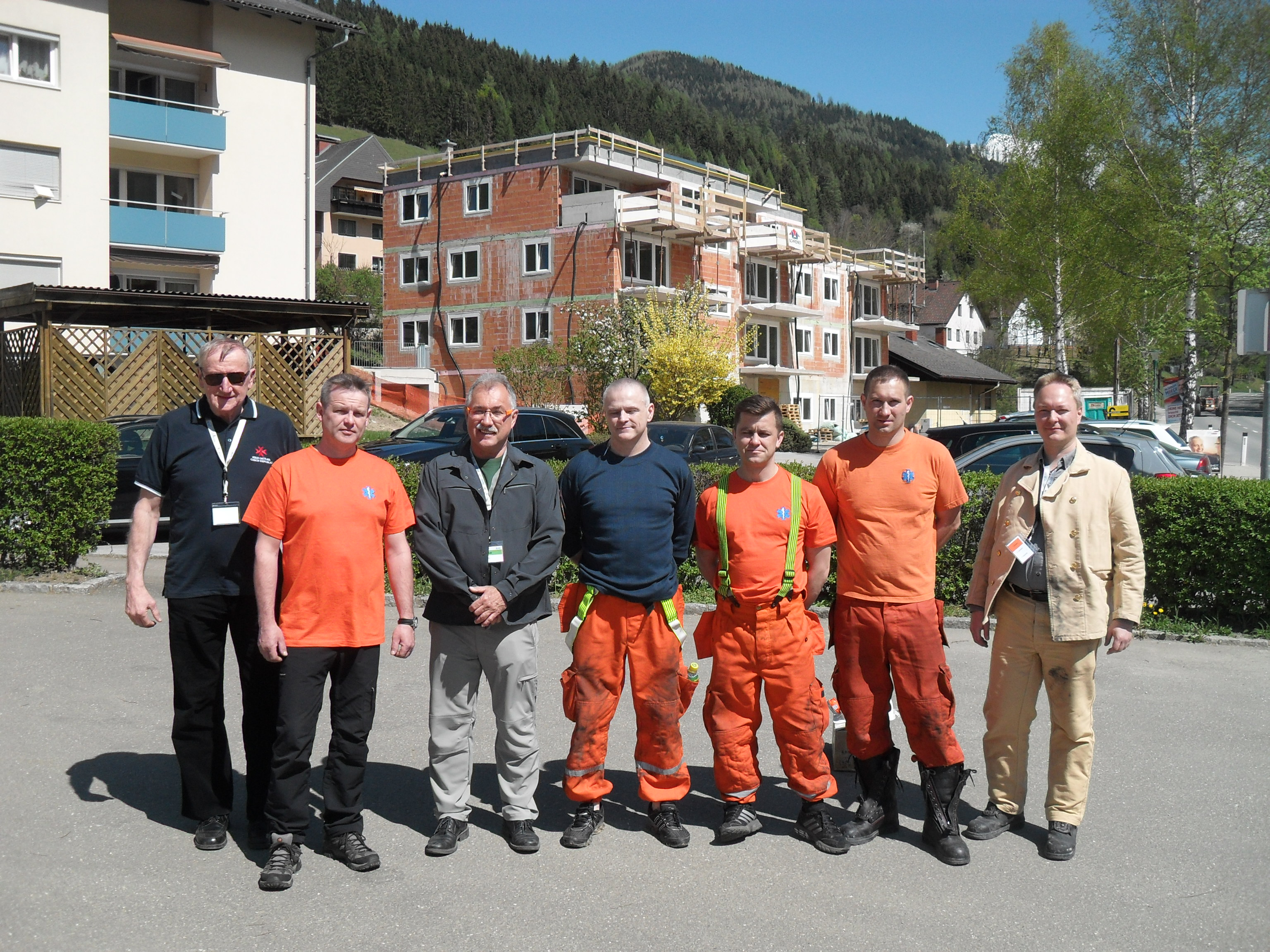
Četa báňských záchranářů po cvičení
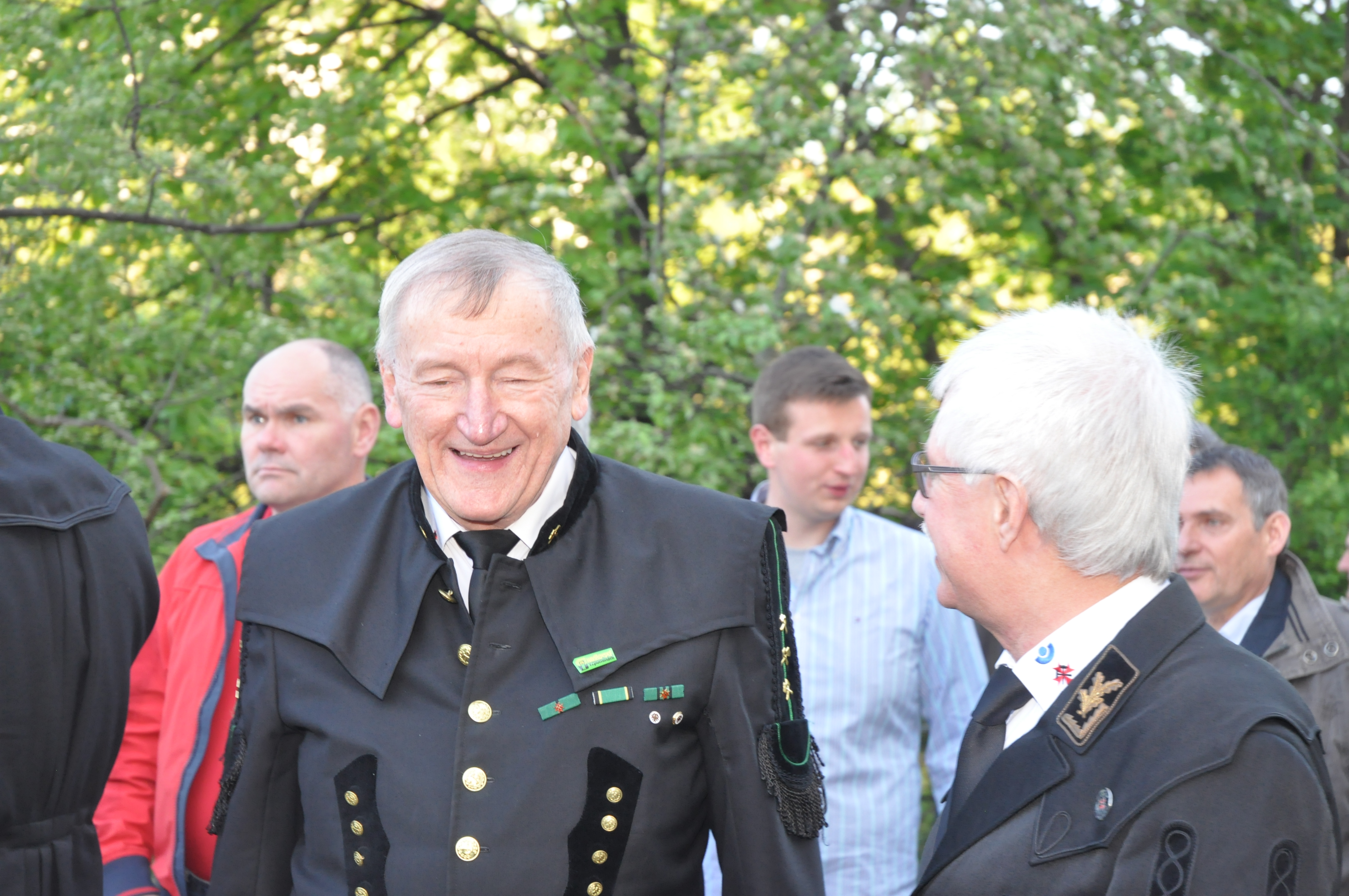
Smička se svým rakouským kolegou